# 우키 (스타워즈)
우키(영어: Wookiee)는 《스타워즈》 시리즈에 등장하는 인간형 외계 종족이다. 숲 행성 카쉬크 출신으로, 거대증, 다모증, 체력으로 인간과 구별된다. 한 솔로와 함께 밀레니엄 팰컨의 부조종사인 츄바카가 제일 잘 알려져 있다.